# Paramahansa Yogananda

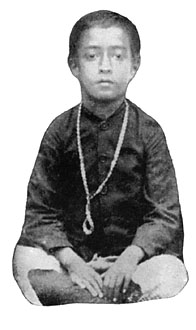
Yogananda a los seis años de edad.

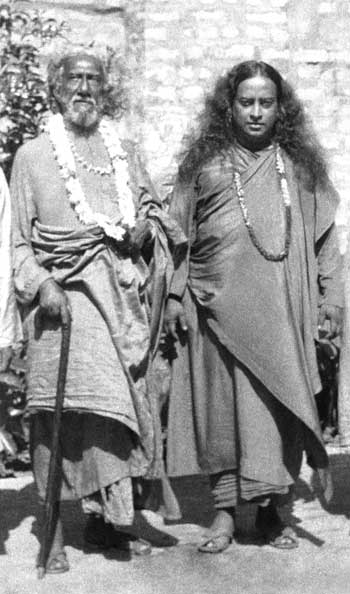
Yukteswar y su discípulo Paramahansa Yogananda.

Paramahansa Yogananda (Gorakhpur, 5 de enero de 1893 - Los Ángeles, 7 de marzo de 1952) fue un yogui y gurú hinduista, precursor del yoga en Occidente, particularmente del método llamado kriya yoga. Introdujo a muchas personas en las enseñanzas de la meditación y muchos conocieron por vez primera la filosofía oriental en su famoso libro Autobiografía de un yogui.

## Juventud
Yogananda nació en Gorakhpur (India), en el seno de una familia de clase alta, con el nombre de Mukunda Lal Ghosh. Según Sananda (su hermano menor), Mukunda tenía desde niño consciencia y experiencias extraordinarias de lo espiritual. En su autobiografía relata que de niño tuvo una visión en que se le aparecieron santos de las Escrituras hindúes.
También cuenta que durante sus años de adolescencia buscó a muchos de los hombres santos de su tiempo, esperando encontrar un maestro iluminado que le guiase en su búsqueda espiritual.
La búsqueda de Yogananda terminó cuando, a la edad de 17 años y tras conocer a varios santos, conoció a su gurú, Yukteswar Giri. Describió su primer encuentro con Yukteswar como una renovación de una relación que había tenido lugar durante muchas vidas anteriormente, y escribió lo siguiente sobre el comienzo de la relación con su maestro:
«Entramos en una comunión silenciosa; las palabras parecían superfluas. La elocuencia fluía como un canto silencioso del corazón del maestro al discípulo. Con una antena de visión clara sentía que mi gurú conocía a Dios, y que me conduciría hacia Él. La oscuridad de esta vida desapareció en la alborada de recuerdos prenatales. El drama del tiempo, pasado, presente y futuro y sus escenas cíclicas. Esta no era la primera vez que yo me encontraba ante estos pies santos».
Tras terminar su enseñanza secundaria en el Scottish Church College (de Calcuta), se graduó en Religión en el Serampore College de la Universidad de Calcuta. Esto le permitió pasar algún tiempo en el áshram (comunidad de monjes) de Sri Yukteswar en Serampore.
En 1915 formalizó sus votos ingresando en la orden monástica suami y pasó a llamarse Swami Yogananda Giri.

## Fundación de la Escuela en Ranchi
En 1917, Yogananda fundó una escuela para muchachos en Dihika (Bengala Occidental), combinando técnicas pedagógicas modernas con la enseñanza del yoga y los ideales espirituales.
Un año después, la escuela se trasladó a Ranchi, y más tarde se convirtió en la Yogoda Satsanga Society de India, que es la rama india de la organización de Yogananda en Estados Unidos, Self–Realization Fellowship (SRF).

## Viaje a Estados Unidos y fundación de SRF
En 1920 se embarcó hacia Estados Unidos, invitado a participar como delegado representante de India en el Congreso de Liberales de la Religión que se celebró dicho año en Boston.
Ese mismo año fundó la sociedad Self-Realization Fellowship (SRF). y dio conferencias durante varios años por la región de la costa este de Estados Unidos, emprendiendo una gira de conferencias en 1924, a las que asistían miles de personas.
El principal objetivo de la sociedad SRF fue diseminar las antiguas prácticas y filosofía del yoga, especialmente el kriyá yoga, enseñado por su maestro Swami Sri Yukteswar y los maestros anteriores a él en su linaje de gurús. En 1924, después de una gira por todo Estados Unidos, se estableció en Los Ángeles (California), en una finca ubicada en Mount Washington, donde ha estado siempre la sede del trabajo administrativo de su obra, que ha continuado creciendo hasta el presente. Yogananda fue el primer maestro hindú de yoga que se estableció permanentemente en Estados Unidos, donde vivió desde 1920 hasta 1952, salvo una visita a India (entre 1935 y 1936).
Sus principales enseñanzas hacían énfasis en experimentar y conocer a Dios a través de la meditación y el uso de ciertas técnicas de yoga llamadas kriya-yoga.

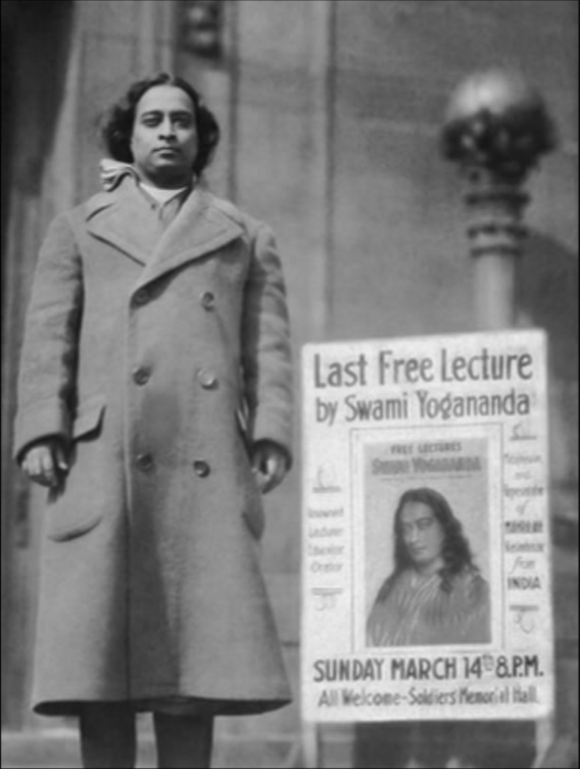
Yogananda en Boston en 1925.

## Visita a India (1935-1936)
En 1935 volvió a la India para visitar a Sri Yukteswar y ayudar a establecer en India la sociedad Yogoda Satsanga. Durante esta visita, según cuenta en su Autobiografía de un yogui, conoció a Mahatma Gandhi (que posteriormente sería discípulo suyo), a la santa bengalí Anandamayi Ma, y a la yoguini (mujer yogui) Giri Bala. Se encontró también al físico Chandrasekhara Venkata Raman, ganador del premio Nobel, y con varios discípulos de Sri Yukteswar. Estando en India, Sri Yukteswar le dio a Yogananda el título monástico de Paramahansa, cuyo significado es ‘cisne espiritual’ (siendo param: ‘espiritual’ o ‘supremo’ y hansa: ‘cisne’), un título que indica el más alto nivel de realización espiritual.
En 1936, mientras Yogananda visitaba Calcuta, Sri Yukteswar murió en la ciudad de Puri. Tras volver a Estados Unidos, siguió dando conferencias, escribiendo y fundando centros en el sur de California. En los días anteriores a su muerte, insinuó que su hora de partir de este mundo había llegado.

## Muerte
Murió con 59 años, el 7 de marzo de 1952, mientras asistía a una cena invitado por el embajador de la India en Estados Unidos, Binay Ranjan Sen en el hotel Biltmore de Los Ángeles.

### Causa de la muerte
Hay diferentes relatos sobre su muerte. El veredicto médico fue "oclusión coronaria aguda", es decir, un ataque cardíaco.  Según otros relatos, los discípulos de la Autorrealización afirman que su maestro entró en mahasamadhi (la salida consciente del cuerpo de un yogui).

## Enseñanzas

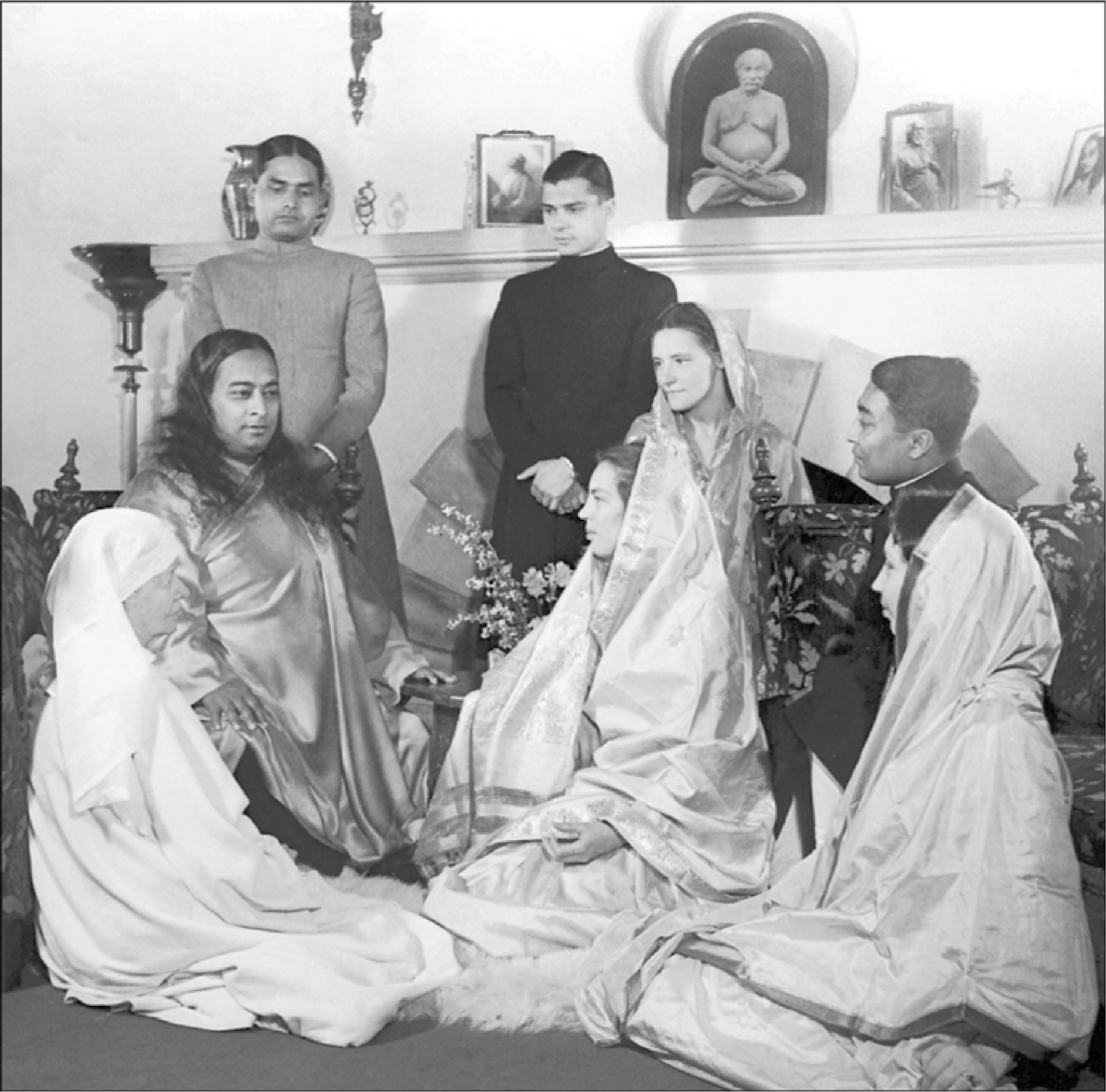
Yogananda en la sede central de la Self-Realization Fellowship en Los Ángeles en 1938 junto con otros acompañantes.

Yogananda enseñaba a sus discípulos la necesidad de la experiencia directa de la verdad en oposición a la fe ciega. Decía que «La verdadera base de la religión no es la fe, sino la experiencia intuitiva. La intuición es la capacidad del alma de conocer a Dios. Para saber lo que es realmente la religión hay que conocer a Dios».
Repitiendo las enseñanzas tradicionales hindúes, enseñaba que el universo entero es una película de Dios, y que los individuos son simplemente actores en este drama divino, cambiando de papel en cada reencarnación. Enseñó que el sufrimiento profundo de la humanidad viene de identificarse demasiado con el cuerpo y el lugar de nacimiento actual, en vez de identificarse con el productor de la película, Dios.
Enseñó que el kriyā yoga, y otras prácticas de meditación, ayudan a las personas a alcanzar esa comprensión, que llamó self realization, en inglés ‘darse cuenta de sí mismo’, —siendo realize: darse cuenta’—, incorrectamente traducido como «auto-realización».
La autorrealización es el conocimiento integral y experimental de que el cuerpo, la mente y el alma poseen la capacidad de experimentar la unión con Dios, pues la omnipresencia de Dios está también en nuestro interior, en forma latente, y lo único que necesitamos es mejorar nuestro conocimiento.

## Kriya yoga

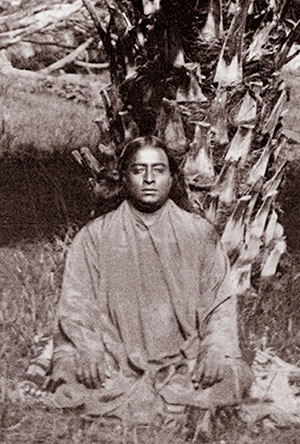
Paramahansa Yogananda meditando en 1910.

El kriya yoga es la forma práctica de las doctrinas del yoga, la unión con Dios mediante la devoción activa y la realización correcta de los deberes diarios.
Yogananda aprendió el kriya yoga a través de su línea de gurús: Sri Yukteswar, quien fue discípulo de Lahiri Mahasaya, quien a su vez fue discípulo de Mahavatar Bábayi.
En su Autobiografía de un yogui, describió el kriya yoga del modo siguiente:

El kriya yogui dirige mentalmente su energía para que oscile, ascendiendo y descendiendo, por los chakras (seis centros de la columna vertebral, relacionados con los plexos medular, cervical, dorsal, lumbar, sacral y coccígeo), relacionados también con los doce signos astrológicos del zodíaco, el simbólico «Hombre Cósmico». Medio minuto de actividad de esta energía a lo largo de la columna vertebral del hombre tiene tal efecto en el progreso de su evolución que dicho medio minuto de kriya equivale a un año de evolución espiritual natural.

## Autobiografía de un yogui
Yogananda publicó la historia de su vida en 1946 bajo el título de Autobiografía de un yogui, que es apreciada en su género como un éxito de ventas y ha sido traducida a 25 idiomas. En 1999, la editorial Harper Collins (que lo publicó) lo declaró uno de los «100 libros más importantes del siglo XX».
En este libro, Yogananda describe su infancia, su juventud, y el tiempo de su búsqueda espiritual.
También da cuenta de su encuentro con varios personajes destacados de su tiempo, tanto en el campo de la religión (como Sri Ramana Maharshi), de la política (Mahatma Gandhi, que posteriormente fue discípulo suyo), de las letras (Rabindranath Tagore) y de la ciencia (el bengalí Jagdish Chandra Bose).
Yogananda describe cómo fue su primera experiencia de samādhi, o superconsciencia, en el capítulo 14, titulado «Una experiencia de conciencia cósmica». Por ejemplo, al empezar a ver por primera vez a través del simbólico «tercer ojo» del espíritu, relata que podía ver en todas direcciones, no solamente hacia adelante, sino también por los lados, hacia atrás, hacia arriba y hacia abajo, pudiendo además ver a través de los objetos sólidos como paredes, etc.
Para alcanzar y experimentar este estado de samādhi sería necesaria la cesación absoluta de todo movimiento y actividad del cuerpo, parándose la respiración, la actividad cerebral, y el metabolismo, con lo que se produciría la desconexión total y absoluta con el mundo exterior y con lo que nos ata al mismo, el cuerpo, que a su vez limita y ata nuestra conciencia, que, una vez libre de la limitación de la conexión con el cuerpo podría ampliarse de forma inconcebible.
Yogananda llama a este estado corporal (llamado samādhi en yoga), «animación suspendida», que sería una especie de «muerte reversible o temporal», en que el cuerpo está totalmente muerto, pero la consciencia totalmente despierta, expandiéndose sin límites de forma inimaginable hasta hacerse una con Dios. El universo se siente entonces como el propio cuerpo. Este estado solo se alcanzaría después de varias vidas de práctica de la meditación. Primeramente es una experiencia esporádica e incontrolada (savikalpa samādhi), similar a los trances místicos de santa Teresa de Ávila, san Juan de la Cruz y otros místicos de otras culturas religiosas. Tras larga práctica adicional finalmente se conseguiría el control total (nirvikalpa samādhi), pudiendo entrar y salir de este estado a voluntad.
Este estado habría sido alcanzado por pocas personas, entre las que Yogananda cita a Jesús y a Krisná a quienes consideraba los más altos maestros y yoguis de Occidente y Oriente respectivamente. Jesús —según el Evangelio de Acuario (libro escrito en 1908 por el escritor estadounidense Levi Dowling [1844-1911]) y otros— habría viajado a la India entre los 14 y 30 años, habría aprendido y practicado meditación con los más altos yoguis y gurús, y habría alcanzado el grado más alto, el grado de «Cristo».

## Otras obras importantes de Yogananda
- El Bhagavad-gītā, traducción del clásico hindú, acerca del raya yoga, 1173 páginas, 1995.
- La Segunda Venida del Cristo, entendida como la consciencia crística en el interior de cada ser humano, 1742 páginas, 2004.
- El Yoga de Jesús, con nuevas interpretaciones de la Biblia desde el punto de vista del yoga, 147 páginas, 2007.
- La búsqueda eterna: Como percibir a Dios en la vida diaria, charlas y ensayos, 567 páginas, 2002.
- El amante cósmico, 468 páginas, 1986.
- Vive sin miedo: despierta la fuerza interior de tu alma, 79 páginas, 2005.
- Meditaciones metafísicas: oraciones, afirmaciones y visualizaciones universales, 175 páginas, 1998.
- Donde brilla la luz: sabiduría e inspiración para afrontar los desafíos de la vida, 261 páginas, 2000.
- Cómo conversar con Dios. 56 páginas, 2000.

## Ecos
Las enseñanzas de Paramahansa Yogananda están contenidas en muchos de sus libros y conferencias. La Autobiografía de un yogui es una de las obras sobre filosofía india más famosas y apreciadas en Occidente, y se convirtió en un auténtico best seller espiritual. La primera edición se publicó en los Estados Unidos en 1946 y la edición definitiva en 1951. Este libro ha sido publicado en todo el mundo y traducido a numerosos idiomas. La primera edición italiana data de 1951, la segunda de 1962.
El libro y su autor tuvieron gran resonancia en Occidente especialmente en los años sesenta y setenta, debido a las conexiones entre la filosofía india y el pensamiento hippie; Entre otras cosas, Yogananda es uno de los personajes que aparecen en la portada del álbum Sgt. Pepper's Lonely Hearts Club Band, la obra maestra de los Beatles, y su trabajo inspiró una de las obras más complejas de Yes, Tales from Topographic Oceans.

## Self-Realization Fellowship
La organización fundada por Paramahansa Yogananda, Self-Realization Fellowship, publica sus escritos, lecturas, materiales de audio y vídeo y lecciones de Self-Realization que se envían por correo para estudio en casa a cualquiera que los solicite. La organización también incluye templos, retiros y centros de meditación en todo el mundo.
Se proporciona información general sobre Kriyā Yoga, sobre aspectos de la vida de Yogananda, y otra información sobre cómo obtener fuerza y salud, qué dieta seguir, cómo reemplazar los malos hábitos por buenos, cómo hacer amigos, cómo alcanzar el éxito en ambos. vida material y material y espiritual, cómo comunicarse con Dios, cómo desarrollar el poder de la mente incluyendo la memoria y la intuición, técnicas de meditación, hasta aprender recetas vegetarianas.
El Worldwide Prayer Circle, Círculo Mundial de Oración, es una herramienta de oración establecida por el propio Paramahansa Yogananda para ayudar a los necesitados y que aún continúan los monjes, miembros y amigos de SRF.
La sede oriental del trabajo de Paramahansa Yogananda, conocida como la Sociedad Yogoda Satsanga de la India, está establecida en Dakshineswar, cerca de Calcuta, y presta servicios a centros y grupos de meditación en toda la India.
El primer presidente de la organización fue el propio Paramahansa Yogananda, seguido por Rajarsi Janakananda (1952-1955) y Sri Daya Mata (1955-2010). Sri Mrinalini Mata, discípula directo de Paramahansa Yogananda desde 1945, es el presidente y líder espiritual de Self-Realization Fellowship/Yogoda Satsanga Society of India. Ella también fue elegida y entrenada personalmente por Paramahansa Yogananda para dirigir el trabajo después de su fallecimiento. «Está asistida por una junta directiva, que incluye a otros discípulos directos de Yogananda formados por él.»